# Arthur Kleine
Arthur Kleine (* 1906, † unbekannt) war ein deutscher Turner aus Leipzig, der vor allem als Pferdturner bekannt war. 1939 wurde er mit dem Turnverein Leuna Deutscher Meister in der Deutschen Turnvereinsmeisterschaft.
1932 wurde er zu den zwölf besten Turnern Deutschlands gezählt.
Am 9. Mai 1937 errang er mit Alfred Müller, Kurt Krötzsch, Kurt Otto und Otto Freier vom TSV Leuna den zweiten Platz bei den Deutschen Vereinsmeisterschaften in Münster.
Er gehörte zeitweise der Deutschlandriege an.